# Miroslav Božok
Miroslav Božok (ur. 19 października 1984 w Michalovcach) – słowacki piłkarz występujący na pozycji pomocnika.

## Kariera klubowa

### MFK Zemplín Michalovce
Božok jest wychowankiem MFK Zemplín Michalovce, w którym zaczął trenować w 1992 roku. Na początku 2002 roku został włączony do kadry pierwszej drużyny klubu z Michalovic. W słowackiej 2. Lidze zadebiutował w marcu 2002 roku, w spotkaniu z Lokomotívą Koszyce. Swoją pierwszą bramkę w lidze, dla MFK Zemplín Michalovce, zdobył w meczu 23. kolejki z TJ Cementár Turňa nad Bodvou. W następnej kolejce Božok również strzelił gola, w pierwszej minucie spotkania z MFK Stará Ľubovňa.

### FC Senec
Przed sezonem 2002/2003 Božok przeszedł do zespołu występującego w słowackiej Extralidze – FC Senec. 3 sierpnia 2002 roku, w swoim drugim ligowym występie w barwach tej drużyny, zdobył bramkę w 44. minucie pojedynku z SH Senica. 29 sierpnia Božok zadebiutował w europejskich pucharach, w spotkaniu rundy kwalifikacyjnej Pucharu UEFA z NK Široki Brijeg.

### MFK Ružomberok
Od lutego 2003 do stycznia 2010 roku Božok występował w drużynie MFK Ružomberok. W sezonie 2005/2006 zdobył z nim mistrzostwo oraz Puchar Słowacji.

### Arka Gdynia
21 stycznia 2010 roku podpisał dwuletni kontrakt z Arką Gdynia, który pierwotnie miał zacząć obowiązywać od 1 lipca tego roku. Polski klub prowadził intensywne rozmowy z Ružomberokiem na temat jego przyjścia już wiosną, które w lutym zakończyły się sukcesem. Po tym, jak Arka spadła do I ligi, odszedł z zespołu.
W sezonie 2015/2016 powrócił do klubu na zasadzie wolnego transferu, kontrakt obowiązuje do 30.06.2017.
1 Kwietnia 2016 w meczu z Pogonią Siedlce strzelił swoją pierwszą bramkę dla Arki.

### GKS Bełchatów
1 lipca 2011 roku związał się dwuletnią umową z GKS-em Bełchatów, która została rozwiązana na początku 2013 roku. Božok rozegrał w jego barwach 37 spotkań w Ekstraklasie.

### MFK Zemplín Michalovce (ponownie)
Po wyjeździe z Polski, Božok powrócił do swojego pierwszego klubu – MFK Zemplín Michalovce.

### Górnik Łęczna
30 grudnia 2013 roku Słowak podpisał kontrakt z polskim zespołem Górnikiem Łęczna.

## Statystyki
(aktualne na dzień 8 grudnia 2017)
| Sezon         | Klub                   | Liga         | Liczba meczów | Liczba bramek |
| ------------- | ---------------------- | ------------ | ------------- | ------------- |
| 2001/2002 (w) | MFK Zemplín Michalovce | 2.Liga       | 12            | 2             |
| 2002/2003 (j) | FC Senec               | 1.Liga       | 6             | 1             |
| 2002/2003 (w) | MFK Ružomberok         | Superliga    | 3             | 0             |
| 2003/2004     | MFK Ružomberok         | Superliga    | 18            | 0             |
| 2004/2005     | MFK Ružomberok         | Superliga    | 14            | 0             |
| 2005/2006     | MFK Ružomberok         | Superliga    | 35            | 1             |
| 2006/2007     | MFK Ružomberok         | Superliga    | 32            | 2             |
| 2007/2008     | MFK Ružomberok         | Superliga    | 27            | 1             |
| 2008/2009     | MFK Ružomberok         | Superliga    | 30            | 4             |
| 2009/2010 (j) | MFK Ružomberok         | Superliga    | 16            | 0             |
| 2009/2010 (w) | Arka Gdynia            | Ekstraklasa  | 19            | 0             |
| 2010/2011     | Arka Gdynia            | Ekstraklasa  | 26            | 0             |
| 2011/2012     | GKS Bełchatów          | Ekstraklasa  | 23            | 3             |
| 2012/2013 (j) | GKS Bełchatów          | Ekstraklasa  | 14            | 0             |
| 2012/2013 (w) | MFK Zemplín Michalovce | 2.Liga       |               |               |
| 2015/2016     | Arka Gdynia            | 1 Liga       | 22            | 1             |
| 2016/2017     | Arka Gdynia            | Ekstraklasa  | 30            | 2             |
| 2017/2018     | MFK Zemplín Michalovce | Fortuna Liga | 15            | 0             |

## Kariera reprezentacyjna

### U-18 i U-19
Miroslav Božok wielokrotnie reprezentował barwy juniorskich oraz młodzieżowych reprezentacji Słowacji. W 2002 roku występował w barwach kadry U-18 na turnieju Slovakia Cup. W październiku tego samego roku wystąpił w barwach reprezentacji Słowacji U-19, w dwóch meczach rundy kwalifikacyjnej do Mistrzostw Europy – z Litwą oraz Armenią. 13 listopada 2002 roku oraz 14 kwietnia 2003 roku Božok zagrał w dwóch towarzyskich spotkaniach z Czechami. 17 kwietnia 2003 roku wystąpił w towarzyskim pojedynku z Austrią. W maju 2003 roku zagrał w dwóch meczach drugiej rundy kwalifikacyjnej do Mistrzostw Europy U-19, z Czechami oraz Niemcami.

### U-21
W czerwcu 2006 roku Božok wystąpił w barwach reprezentacji Słowacji U-21 w towarzyskim meczu z Macedonią. Następnie zagrał w dwóch spotkaniach rundy eliminacyjnej Mistrzostw Europy, z Hiszpanią oraz Albanią. W meczu z Hiszpanią, Słowacy dwukrotnie obejmowali prowadzenie, jednak w końcówce meczu Hiszpanie strzelili trzy bramki. Božok przebywał na boisku przez pełne 90. minut. Mecz z Albanią zakończył się remisem, Božok również przebywał na boisku przez pełne 90. minut. Pierwsze miejsce w grupie zajęła Hiszpania i to ona awansowała do następnej rundy kwalifikacji. W październiku zagrał jeszcze w barwach reprezentacji do lat 21, w towarzyskim spotkaniu z reprezentacją Finlandii.